# Lijst van pretparkongelukken in Six Flagsparken
Deze lijst van pretparkongelukken in Six Flagsparken geeft een chronologisch beeld van pretparkongelukken in attractieparken van Six Flags door de jaren heen.

## Six Flags Great Adventure

### Batman and Robin: The Chiller
Op 18 augustus 2004 werd het park door de bliksem getroffen, waardoor de achtbaan Batman and Robin: The Chiller stil kwam te liggen. Hierdoor kwamen twintig bezoekers op 23 meter hoogte circa veertig minuten vast te zitten, waarvan sommigen deels op hun kop.

### Haunted Castle
Op 11 mei 1984 kwamen acht tieners door een brand in de attractie Haunted Castle om het leven. Volgens Ocean County Prosecutor's Office was het vuur ontstaan doordat een bezoeker zijn aansteker in de attractie gebruikte om zijn weg te vinden. Hierdoor ontvlamde een schuimrubberen wand die diende om de bezoekers te beschermen. Ook raakte een van de nooduitgangen geblokkeerd.

### Rolling Thunder
Op 16 augustus 1981 viel de twintigjarige medewerker Scott Tyler uit Middletown NJ in Six Flags Great Adventure tijdens een testrit van de attractie de Rolling Thunder. Hij viel van 23 meter hoogte en was op slag dood. De jongen had een onderhoudsbeurt gedaan aan de achtbaan en ging een testrit maken zonder de beugels vast te maken. De achtbaan werd de volgende dag heropend.

## Six Flags Great America

### Demon
Op 18 april 1993 kwamen 23 bezoekers vast te zitten in de achtbaan Demon. Hierdoor zaten de bezoekers drie uur op hun kop vast.

### The Edge
Op 22 mei 1984 raakten drie jongeren gewond nadat de attractie The Edge terug de liftschacht in viel.

### Ragin' Cajun
Op 29 mei 2004, één dag na opening, raakte de 52-jarige Jack Brouse uit Zion gewond na aangereden te zijn door de achtbaan toen hij over de baan wilde lopen. Hij overleed uiteindelijk aan zijn verwondingen.

## Six Flags Over Texas

### Texas Giant
Op 11 juli 2013 werd een Amerikaanse vrouw tijdens een rit op de achtbaan Texas Giant in het Six Flags-pretpark van Arlington (Texas) uit haar karretje geslingerd. Zij overleed aan haar verwondingen. Volgens ooggetuigen was de veiligheidsstang losgeraakt. Het ging om een moeder die met haar kinderen in de attractie zat. De achtbaan werd tijdelijk gesloten voor onderzoek.